# Calliophis salitan
Calliophis salitan — вид отруйних змій з родини аспідових (Elapidae).

## Поширення
Ендемік філіппінського острова Дінагат.

## Опис
Голова та шия чорні. Тіло вкрите чорними та білими поперечними смугами. Хвіст — яскраво-помаранчевий (у всіх інших відомих представників роду хвіст синього забарвлення).